# Agyneta bueko
Agyneta bueko là một loài nhện trong họ Linyphiidae.
Loài này thuộc chi Agyneta. Agyneta bueko được Jörg Wunderlich miêu tả năm 1983.